# Сен-Марсель (Італія)
Сен-Марсель (фр. Saint-Marcel) — муніципалітет в Італії, у регіоні Валле-д'Аоста.
Сен-Марсель розташований на відстані близько 590 км на північний захід від Рима, 11 км на схід від Аости.
Населення — 1375 осіб (2014).
Щорічний фестиваль відбувається 16 січня. Покровитель — Марцел I.

## Демографія
Населення за роками:

Станом на 1 січня 2023 року в муніципалітеті офіційно проживало 45 іноземців з 11 країн, серед них 13 громадян країн Євросоюзу та 1 громадянин України.

## Сусідні муніципалітети
- Бриссонь
- Конь
- Феніс
- Нюс
- Кар